# 12e étape du Tour de France 2013
Pour un article plus général, voir Tour de France 2013.
La 12e étape du Tour de France 2013 s'est déroulée le jeudi 11 juillet 2013. Elle part de Fougères et arrive à Tours.

## Parcours
Cette étape de 218 km rejoint Fougères, en Ille-et-Vilaine, à Tours, en Indre-et-Loire. Le parcours traverse également les départements de la Mayenne, de Maine-et-Loire et de la Sarthe. Il ne comprend aucune difficulté comptant pour le classement du maillot à pois. Le sprint intermédiaire se dispute au km 166, à Savigné-sur-Lathan. Le ravitaillement a lieu au km 112, à Durtal.

## Déroulement de la course

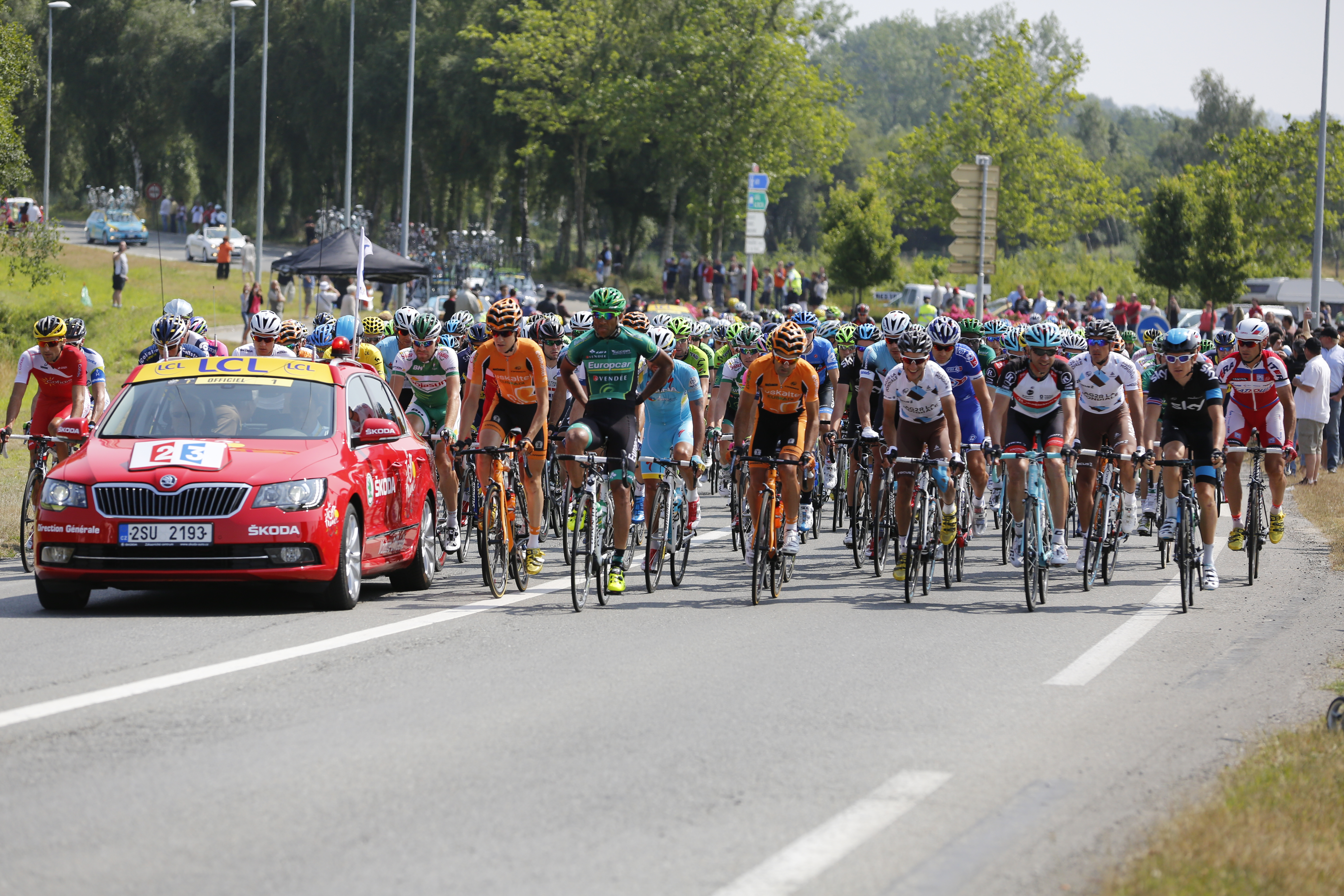
Le peloton au départ de Fougères.

Une échappée se crée au 4e kilomètre de l'étape, composée des Français Romain Sicard (Euskaltel Euskadi), Anthony Delaplace (Sojasun), l'Espagnol Juan Antonio Flecha (Vacansoleil-DCM) et les Italiens Francesco Gavazzi (Astana) et Manuele Mori (Lampre-Merida). Les cinq coureurs comptent un écart maximal d'environ 9 minutes, mais les équipes de sprinters prennent les choses en mains dans le peloton. Au sprint intermédiaire de Savigné-sur-Lathan, Gavazzi passe en tête. Sicard fatigué, se relève et laisse partir ses compagnons d'échappée.
Voyant le peloton revenir à vive allure, les quatre fuyards commencent à s'attaquer entre eux. Le peloton les rattrape un par un. Flecha est le dernier à résister, n'étant repris qu'à 6 km de l'arrivée. Un sprint massif se profile, mais une chute survient dans les trois derniers kilomètres, et ce n'est qu'un groupe d'une quinzaine de coureurs qui se dispute la victoire. Mark Cavendish (Omega Pharma-Quick Step) pourtant bien lancé par son équipier Gert Steegmans se fait doubler sur la ligne d'arrivée par l'Allemand Marcel Kittel (Argos-Shimano). Peter Sagan (Cannondale) termine troisième de l'étape. Christopher Froome (Sky) conserve le maillot jaune. Son coéquipier Edvald Boasson Hagen, souffrant d'une double fracture à l'épaule gauche à la suite d'une chute à proximité de l'arrivée, ne prendra pas le départ le lendemain à Tours.

## Résultats

### Classement de l'étape
| Classement de la 12e étape | Classement de la 12e étape | Classement de la 12e étape | Classement de la 12e étape | Classement de la 12e étape |
|                            | Coureur                    | Pays                       | Équipe                     | Temps                      |
| -------------------------- | -------------------------- | -------------------------- | -------------------------- | -------------------------- |
| 1er                        | Marcel Kittel              | Allemagne                  | Argos-Shimano              | en 4 h 49 min 49 s         |
| 2e                         | Mark Cavendish             | Royaume-Uni                | Omega Pharma-Quick Step    | m.t                        |
| 3e                         | Peter Sagan                | Slovaquie                  | Cannondale                 | m.t                        |
| 4e                         | Alexander Kristoff         | Norvège                    | Katusha                    | m.t                        |
| 5e                         | Roberto Ferrari            | Italie                     | Lampre-Merida              | m.t                        |
| 6e                         | Daryl Impey                | Afrique du Sud             | Orica-GreenEDGE            | m.t                        |
| 7e                         | José Joaquín Rojas         | Espagne                    | Movistar                   | m.t                        |
| 8e                         | Yohann Gène                | France                     | Europcar                   | m.t                        |
| 9e                         | Juan José Lobato           | Espagne                    | Euskaltel Euskadi          | m.t                        |
| 10e                        | Samuel Dumoulin            | France                     | AG2R La Mondiale           | m.t                        |
| modifier                   |                            |                            |                            |                            |

### Points attribués
| Sprint intermédiaire de Savigné-sur-Lathan (km 166) | Sprint intermédiaire de Savigné-sur-Lathan (km 166) | Sprint intermédiaire de Savigné-sur-Lathan (km 166) | Sprint intermédiaire de Savigné-sur-Lathan (km 166) | Sprint intermédiaire de Savigné-sur-Lathan (km 166) |
| --------------------------------------------------- | --------------------------------------------------- | --------------------------------------------------- | --------------------------------------------------- | --------------------------------------------------- |
|                                                     | Coureur                                             | Pays                                                | Équipe                                              | Point(s)                                            |
| 1er                                                 | Francesco Gavazzi                                   | Italie                                              | Astana                                              | 20                                                  |
| 2e                                                  | Juan Antonio Flecha                                 | Espagne                                             | Vacansoleil-DCM                                     | 17                                                  |
| 3e                                                  | Manuele Mori                                        | Italie                                              | Lampre-Merida                                       | 15                                                  |
| 4e                                                  | Anthony Delaplace                                   | France                                              | Sojasun                                             | 13                                                  |
| 5e                                                  | Romain Sicard                                       | France                                              | Euskaltel Euskadi                                   | 11                                                  |
| 6e                                                  | Mark Cavendish                                      | Royaume-Uni                                         | Omega Pharma-Quick Step                             | 10                                                  |
| 7e                                                  | André Greipel                                       | Allemagne                                           | Lotto-Belisol                                       | 9                                                   |
| 8e                                                  | Peter Sagan                                         | Slovaquie                                           | Cannondale                                          | 8                                                   |
| 9e                                                  | Gregory Henderson                                   | Nouvelle-Zélande                                    | Lotto-Belisol                                       | 7                                                   |
| 10e                                                 | Gert Steegmans                                      | Belgique                                            | Omega Pharma-Quick Step                             | 6                                                   |
| 11e                                                 | Jürgen Roelandts                                    | Belgique                                            | Lotto-Belisol                                       | 5                                                   |
| 12e                                                 | David López García                                  | Espagne                                             | Sky                                                 | 4                                                   |
| 13e                                                 | Peter Kennaugh                                      | Royaume-Uni                                         | Sky                                                 | 3                                                   |
| 14e                                                 | Sérgio Paulinho                                     | Portugal                                            | Saxo-Tinkoff                                        | 2                                                   |
| 15e                                                 | Koen de Kort                                        | Pays-Bas                                            | Argos-Shimano                                       | 1                                                   |
| modifier                                            |                                                     |                                                     |                                                     |                                                     |

| Classement de l'étape | Classement de l'étape | Classement de l'étape | Classement de l'étape   | Classement de l'étape |
| --------------------- | --------------------- | --------------------- | ----------------------- | --------------------- |
|                       | Coureur               | Pays                  | Équipe                  | Point(s)              |
| 1er                   | Marcel Kittel         | Allemagne             | Argos-Shimano           | 45                    |
| 2e                    | Mark Cavendish        | Royaume-Uni           | Omega Pharma-Quick Step | 35                    |
| 3e                    | Peter Sagan           | Slovaquie             | Cannondale              | 30                    |
| 4e                    | Alexander Kristoff    | Norvège               | Katusha                 | 26                    |
| 5e                    | Roberto Ferrari       | Italie                | Lampre-Merida           | 22                    |
| 6e                    | Daryl Impey           | Afrique du Sud        | Orica-GreenEDGE         | 20                    |
| 7e                    | José Joaquín Rojas    | Espagne               | Movistar                | 18                    |
| 8e                    | Yohann Gène           | France                | Europcar                | 16                    |
| 9e                    | Juan José Lobato      | Espagne               | Euskaltel Euskadi       | 14                    |
| 10e                   | Samuel Dumoulin       | France                | AG2R La Mondiale        | 12                    |
| 11e                   | Sergueï Lagoutine     | Ouzbékistan           | Vacansoleil-DCM         | 10                    |
| 12e                   | Gert Steegmans        | Belgique              | Omega Pharma-Quick Step | 8                     |
| 13e                   | Julien Simon          | France                | Sojasun                 | 6                     |
| 14e                   | Christopher Froome    | Royaume-Uni           | Sky                     | 4                     |
| 15e                   | Egoitz García         | Espagne               | Cofidis                 | 2                     |
| modifier              |                       |                       |                         |                       |

## Classements à l'issue de l'étape

### Classement général
| Classement général | Classement général     | Classement général | Classement général      | Classement général  |
|                    | Coureur                | Pays               | Équipe                  | Temps               |
| ------------------ | ---------------------- | ------------------ | ----------------------- | ------------------- |
| 1er                | Christopher Froome     | Royaume-Uni        | Sky                     | en 47 h 19 min 13 s |
| 2e                 | Alejandro Valverde     | Espagne            | Movistar                | + 3 min 25 s        |
| 3e                 | Bauke Mollema          | Pays-Bas           | Belkin                  | + 3 min 37 s        |
| 4e                 | Alberto Contador       | Espagne            | Saxo-Tinkoff            | + 3 min 54 s        |
| 5e                 | Roman Kreuziger        | Tchéquie           | Saxo-Tinkoff            | + 3 min 57 s        |
| 6e                 | Laurens ten Dam        | Pays-Bas           | Belkin                  | + 4 min 10 s        |
| 7e                 | Michał Kwiatkowski     | Pologne            | Omega Pharma-Quick Step | + 4 min 44 s        |
| 8e                 | Nairo Quintana         | Colombie           | Movistar                | + 5 min 18 s        |
| 9e                 | Rui Costa              | Portugal           | Movistar                | + 5 min 37 s        |
| 10e                | Jean-Christophe Péraud | France             | AG2R La Mondiale        | + 5 min 39 s        |
| modifier           |                        |                    |                         |                     |

### Classement par points
| Classement par points | Classement par points | Classement par points | Classement par points   | Classement par points |
| --------------------- | --------------------- | --------------------- | ----------------------- | --------------------- |
|                       | Coureur               | Pays                  | Équipe                  | Point(s)              |
| 1er                   | Peter Sagan           | Slovaquie             | Cannondale              | 307 points            |
| 2e                    | Mark Cavendish        | Royaume-Uni           | Omega Pharma-Quick Step | 211 pts               |
| 3e                    | André Greipel         | Allemagne             | Lotto-Belisol           | 195 pts               |
| modifier              |                       |                       |                         |                       |

### Classement du meilleur grimpeur
| Classement du meilleur grimpeur | Classement du meilleur grimpeur | Classement du meilleur grimpeur | Classement du meilleur grimpeur | Classement du meilleur grimpeur |
| ------------------------------- | ------------------------------- | ------------------------------- | ------------------------------- | ------------------------------- |
|                                 | Coureur                         | Pays                            | Équipe                          | Point(s)                        |
| 1er                             | Pierre Rolland                  | France                          | Europcar                        | 49 points                       |
| 2e                              | Christopher Froome              | Royaume-Uni                     | Sky                             | 33 pts                          |
| 3e                              | Richie Porte                    | Australie                       | Sky                             | 28 pts                          |
| modifier                        |                                 |                                 |                                 |                                 |

### Classement du meilleur jeune
| Classement général du meilleur jeune | Classement général du meilleur jeune | Classement général du meilleur jeune | Classement général du meilleur jeune | Classement général du meilleur jeune |
|                                      | Coureur                              | Pays                                 | Équipe                               | Temps                                |
| ------------------------------------ | ------------------------------------ | ------------------------------------ | ------------------------------------ | ------------------------------------ |
| 1er                                  | Michał Kwiatkowski                   | Pologne                              | Omega Pharma-Quick Step              | en 47 h 23 min 57 s                  |
| 2e                                   | Nairo Quintana                       | Colombie                             | Movistar                             | + 34 s                               |
| 3e                                   | Romain Bardet                        | France                               | AG2R La Mondiale                     | + 6 min 53 s                         |
| modifier                             |                                      |                                      |                                      |                                      |

### Classement par équipes
| Classement par équipes | Classement par équipes | Classement par équipes | Classement par équipes |
|                        | Équipe                 | Pays                   | Temps                  |
| ---------------------- | ---------------------- | ---------------------- | ---------------------- |
| 1re                    | Movistar               | Espagne                | en 141 h 17 min 14 s   |
| 2e                     | Saxo-Tinkoff           | Danemark               | + 4 min 34 s           |
| 3e                     | Belkin                 | Pays-Bas               | + 6 min 6 s            |
| modifier               |                        |                        |                        |